# Trappola ecologica
Per trappola ecologica si intende uno scenario in cui i rapidi cambiamenti ambientali portano gli organismi a preferire stabilirsi in habitat inizialmente attraenti e vantaggiosi, ma che poi si riveleranno di scarsa qualità e si trasformeranno in un vicolo cieco da un punto di vista evolutivo.

## Storia
Il concetto di trappola ecologica è stato introdotto dagli studi di Dwernychuk & Boag, 1972, e i numerosi studi che seguirono hanno suggerito che questo fenomeno potrebbe essere diffuso a causa del cambiamento antropogenico dell'ambiente e delle sue conseguenze sull'ecosistema.
In definitiva, le trappole ecologiche sono un sottoinsieme di fenomeni più ampi noti come trappole evolutive e la loro importanza risiede nella probabilità di estinzione delle specie che ne sono coinvolte, quindi il loro studio è rilevante per stabilire misure che prolungano la persistenza e riducono la vulnerabilità di queste popolazioni
Il concetto nasce dall'idea che gli organismi che stanno attivamente selezionando l'habitat devono fare affidamento su segnali ambientali che li aiutino a identificare habitat di alta qualità. Se la qualità dell'habitat o l'indicazione cambiano in modo che uno non indichi in modo affidabile l'altro, gli organismi possono essere attirati in habitat di scarsa qualità.